# Panqueque
El panqueque (en la mayoría de América del Sur, Honduras, Guatemala, El Salvador, Cuba y República Dominicana), hotcake (en México), pancake (en la Costa Rica, Nicaragua, Panamá, Puerto Rico y la Costa Caribe colombiana), panqueca (en Venezuela), arepuela (en el resto de Colombia) o tortita (en España), es una torta plana, redonda y salada o dulce, cuya masa contiene leche y está levadurizada. En ocasiones también puede incluir especias, esencias o extractos (canela, por ejemplo).
Aunque también es llamado crêpe o 'crep', esta es una preparación francesa similar que se diferencia, entre otras cosas, por no contener levadura y cocinarse a fuego lento. Además, el crêpe es más fino y de mayor diámetro.[cita requerida] Existen muchas variantes en diferentes culturas y países, no solo en los ingredientes sino en la forma de ser servido. Su tiempo de vida es de 3 a 4 días si se guarda en refrigerador, en el congelador dura de 4 a 6 meses.[cita requerida] La celebración denominada «Martes de Carnaval» también se le conoce como «Martes del Pancaque».[cita requerida]

## Historia
Los antiguos griegos hacían panqueques llamados τηγανίτης (tēganitēs), ταγηνίτης (tagēnitēs) o ταγηνίας (tagēnias), todas las palabras derivan de τάγηνον (tagēnon), "pan fríto". Las más tempranas referencias atestiguadas a las tagenias están en los trabajos del siglo V a. C. de los poetas Cratino y Magnes.[cita requerida] Los tagenitas eran hechos de harina de trigo, aceite de oliva, miel y leche cuajada; y era servidos en el desayuno. Otro tipo de panqueque era el σταιτίτης (staititēs), de σταίτινος (staitinos), "de harina o masa de espelta", derivado de (stais), "harina de espelta". Ateneo menciona, en sus Deipnosophistae, staititas cubierto con miel, sésamo, y queso. La palabra del inglés medio pancake apareció en inglés en el siglo XV.[cita requerida]
Los romanos antiguos llamaban a sus brebajes fritos alia dulcia, del latín para "otros dulces"; estos eran muy diferentes de los que se conocen como panqueques, hoy en día.[cita requerida]

## España
En España se les suele llamar «tortitas» y tienen una consistencia esponjosa, más gruesa que los crepes, y la circunferencia es más pequeña. Se acompañan normalmente de nata (se suelen denominar «tortitas con nata») y jarabe o sirope (fresa, chocolate, caramelo, etc.), o bien solo con mermelada. Se suelen tomar de postre, aunque otras veces se toman como desayuno o merienda, pero también es notable verlo como un simple antojo.[cita requerida]

## América

### Estados Unidos y Canadá
El más popular en Estados Unidos y Canadá es el cubierto con jarabe de arce, pero hay muchas variantes, con frutas, licores, nata/crema montada, crema pastelera, chocolate, caramelo, dulce de leche (conocido también como cajeta), crema inglesa, mermelada, miel, compotas, entre otros ingredientes. Suelen servirse tibios en el desayuno. También se suelen tomar para almorzar o merendar.[cita requerida]

### Latinoamérica
El panqueque es una especie de crepe utilizado en las cocinas argentina, chilena, panameña, guatemalteca, hondureña, costarricense, mexicana, peruana, uruguaya y  venezolana, para hacer preparaciones tanto dulces como saladas.[cita requerida]
Su uso más habitual es para la elaboración de panqueques con dulce de leche,[cita requerida] que es como un crepe untado con dulce de leche, enrollado para formar lo que comúnmente se denomina panqueque de dulce de leche. También se hace con manzana caramelizada, flameado, y se acompaña con helado de crema de vainilla, así como también con un coulis de fresa, melocotón o relleno de plátano.[cita requerida] También pueden ser usados para la preparación de canelones rellenos de espinaca, acelga y ricota, carne de ternera o pollo, los cuales son colocados en un horno, previamente untados con salsa de tomate y salsa blanca, para luego gratinarlos con queso parmesano.[cita requerida]
En el resto de Sudamérica se le llama también panqueques a un tipo de crepe, una masa delgada que puede tener un relleno dulce o salado, como mermelada, dulce de leche; o pollo con crema, espinacas, etc, y pueden ser comidos como entrada, plato principal o postre.
En México y en la cocina panameña de Panamá se llaman hot cakes o quequis. Se elaboran con base en el estilo estadounidense y son muy populares como desayuno, aunque también se consumen en la merienda. Suelen venderse en restaurantes de todo el país como parte del menú matutino, y también existen vendedores ambulantes que los ofrecen en ciudades y fiestas locales, aunque estos no son muy comunes. Al igual que en Estados Unidos y Canadá, los hot cakes suelen consumirse cubiertos de diferentes acompañamientos, como jarabe de arce, leche condensada, mermeladas de frutas, el dulce de leche de cabra llamado cajeta, mantequilla, crema, e incluso alimentos como jamón o huevos, que contrastan con el sabor dulce del pan. En el sur de México, lo más común es consumirlos con miel de abeja únicamente. En Costa Rica se les conoce como arepas y se consumen con mantequilla, mermeladas, dulce de leche o miel de abeja y maple.[cita requerida]
También se les suele llamar «panquecas», especialmente en Brasil y Venezuela, en donde se corresponden con la receta norteamericana y se consumen igualmente con sirope de arce, miel, mermeladas o frutas. En Venezuela, a diferencia de otros lugares del mundo, estas han sido tan «venezolanizadas» que hasta se comen con queso salado o jamón  para contrastar con el dulce de la panqueca, incluso, algunos las suelen untar con margarina.[cita requerida]

## Oceanía

### Australia y Nueva Zelanda
En Australia y Nueva Zelanda, pequeños panqueques (de aproximadamente 75 mm de diámetro), conocidos como pikelets también son de alto consumo. Tradicionalmente se sirven con mermelada o crema batida, o únicamente con mantequilla durante el té de la tarde, pero también se pueden servir en el té de la mañana.
Vulgarmente se utiliza como una referencia a que alguien cambia de ideología, filosofía, política, etc por conveniencia.[cita requerida]